# Hyptis althaeifolia
Hyptis althaeifolia là một loài thực vật có hoa trong họ Hoa môi. Loài này được Pohl ex Benth. mô tả khoa học đầu tiên năm 1833.